# Almejas fritas

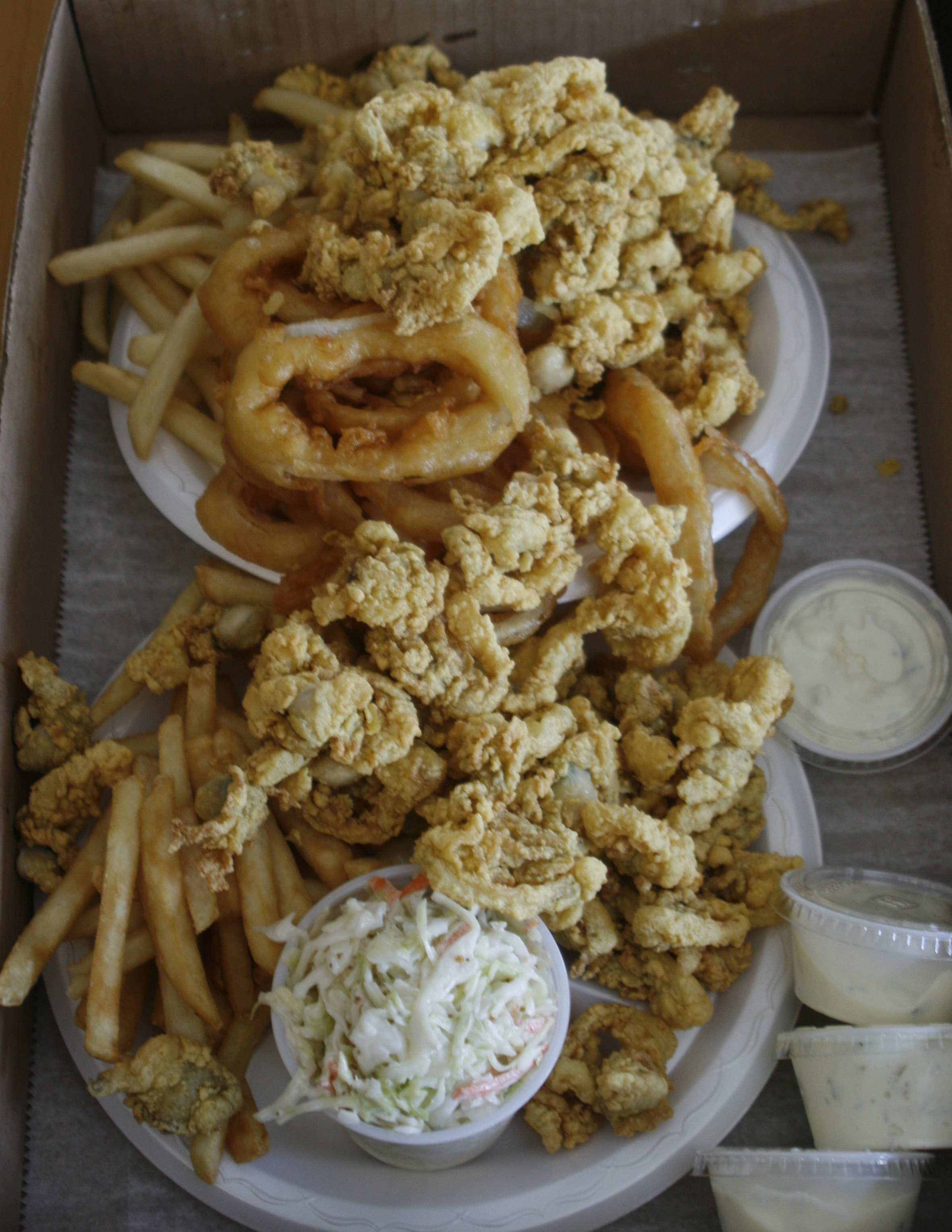
Pila de almejas fritas.

Las almejas fritas se elaboran friendo almejas de concha blanda mojadas en rebozado.
Las almejas fritas son una receta icónica «de Nueva Inglaterra, como la barbacoa lo es del Sur». Tienden a servirse en locales de carretera junto al mar. Para una comida más ligera, puede hacerse un rollo de almeja rellenando con estas un panecillo de perrito caliente. Es habitual acompañarlo con salsa tártara y una rodaja de limón.

## Preparación
Las almejas se mojan en leche evaporada y se recubren con una combinación de harina de trigo, maíz o pastelería. Entonces las almejas rebozadas se fríen en aceite de colza o de soja, o en manteca. Pueden hacerse clam strips (‘tiras de almeja’, cortadas de almejas de concha dura) o clams with bellies (‘almejas con tripa’, almejas de concha blanda enteras). A estas últimas se les deja intacto el tracto gastrointestinal, lo que aporta un sabor más fuerte. Sin embargo, algunos restaurantes retiran el sifón o cuello, que resulta duro.

## Historia
Las almejas fritas se han servido desde al menos 1865, y muy probablemente desde antes, ya que se han encontrado en un menú de ese año del restaurante del hotel Parker House en Boston (Massachusetts). No se sabe si se servían simplemente fritas o rebozadas.
La leyenda cuenta que las versiones modernas rebozadas y fritas se deben a Lawrence Henry «Chubby» Woodman de Essex (Massachusetts). Se dice que las creó el 3 de julio de 1916 es su pequeño restaurante de carretera, actualmente Woodman's of Essex. Una de sus especialidades eran las patatas chips caseras, para las que tenía grandes cubas de fritura. Empleó las almejas que recogía él mismo de las marismas del río Essex cercanas a su casa.
Más tarde, Thomas Soffron, de Soffron Brothers Clam Co., con sede en Ipswich (Massachusetts), creó las tiras de almeja, que se hacen con el pie de almejas de concha dura. Las vendió a Howard Johnson's bajo un acuerdo de exclusividad, y cuando la cadena se expandió, se hicieron populares en todo el país.

## Aspectos de salud
Las almejas en sí mismas son bajas en grasas y colesterol, pero al freírlas absorben la grasa.